# نبردناو سالامیس
نبردناو سالامیس (به انگلیسی: Greek battleship Salamis) یک کشتی بود که طول آن ۵۶۹ فوت ۱۱ اینچ (۱۷۳٫۷۱ متر) بود. این کشتی در سال ۱۹۱۴ ساخته شد.